# جيريت فيسر
جيريت فيسر (بالهولندية: Gerrit Visser)‏ (2 فبراير 1903 في هولندا - 1 ديسمبر 1984 بكشمير في هولندا) هو لاعب كرة قدم هولندي في مركز الهجوم، شارك في الألعاب الأولمبية الصيفية 1924. وشارك مع منتخب هولندا لكرة القدم. أما مع النوادي، فقد لعب مع هولي كاربوريتور ونادي تلستار ‏ وبثلهام ستييل.

## وصلات خارجية
- جيريت فيسر على موقع الاتحاد الدولي (مؤرشف)  (الإنجليزية)
- جيريت فيسر على موقع قاعدة بيانات كرة القدم.إي يو (الإنجليزية)
- جيريت فيسر على موقع أوليمبيديا (الإنجليزية)